# Closer (pièce de théâtre)

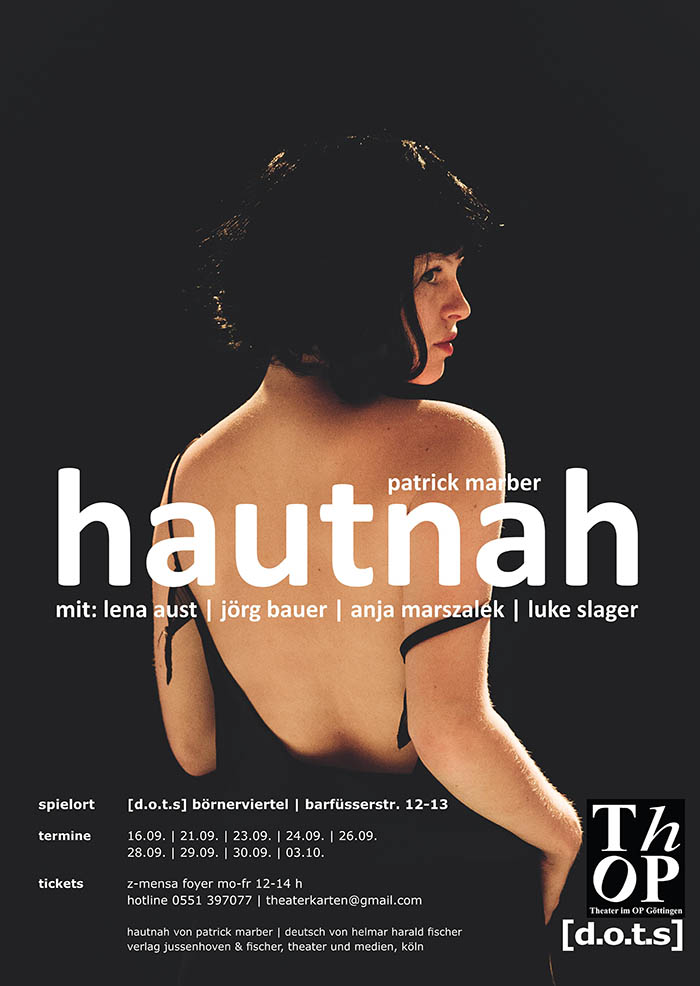
Affiche de la représentation théâtrale "Hautnah" de Patrick Marber, Théâtre im OP (ThOP) Représentation des invités à [d.o.t.s], Göttingen 2015.

Closer est la troisième pièce de théâtre du dramaturge anglais Patrick Marber, jouée pour la première fois le 29 mai 1997 au Cottesloe Theatre du Royal National Theatre de Londres (Royaume-Uni). La pièce est adaptée en film en 2004, sous la direction de Mike Nichols avec Natalie Portman, Clive Owen, Jude Law et Julia Roberts.